# ダーリンII
ダーリンⅡは、1993年10月にSANKYOが発売した、センター役物の中にセクシーな映画女優をイメージした女の子が配置されているパチンコ機のシリーズ名。
CRダーリンⅡの1機種がある。

## 概要
貯留型の羽根モノタイプ。SANKYO初のCRタイプの羽根モノが本機である。1度大当りすると以後2回大当たりを引くまで、高確率でV入賞しやすくなる仕様の3回ワンセットタイプである。1チャッカー入賞時と2チャッカー入賞時で役物内の動きが異なる。2チャッカー入賞時はVゾーンへ玉が運ばれやすくなるが、通常時はこの2チャッカーにはほとんど入賞しない。盤面左肩に配置されているワープチャッカーに入賞すると、2チャッカー上に玉が導かれるが、ワープチャッカーへ玉を導く回転体が通常時は右回転をしているので、玉がこぼれて入賞しないことが多い。大当たり後はこの回転体が通常時とは逆回転をするようになり、ワープチャッカーへ入賞しやすくなるので2チャッカーへの入賞率もアップする。

## スペック
- CRダーリンⅡ
  - 賞球数 5&15
  - 大当たり最高継続 15R
  - 最大貯留 3個

## 演出
1チャッカー入賞時は羽根が0.3秒間開放され、役物の中の下部に配置されているギャングが一瞬突出する。2チャッカー入賞時は羽根が0.8秒間×2回開放され、役物中央に配置されている女の子のスカートが反転し、胸が上下に動く。

大当たり中は、女の子の反転したスカートに最大3個貯留することが可能となり、3•6•10カウント時にそれぞれ貯留が解除される。Vゾーン上にも1個貯留することが可能で、こちらの貯留は10カウントもしくは羽根18回開閉後に解除される。スカート部分とVゾーンの2段階で貯留解除を行う仕組みを採用している。